# 十二伊玛目派
十二伊玛目派或简称伊玛目派是伊斯兰教什叶派中最大的派系，因尊崇阿里及其后裔等12代伊玛目而得名，也是伊朗伊斯兰共和国的国教，主要分布于伊朗、伊拉克、巴基斯坦和印度等地。
十二伊玛目派（什叶派主流分支）认为，伊斯蘭教的先知穆罕默德指定的十二位伊玛目兼具宗教精神领袖与政治继承人的神圣地位，他们拥有引导穆斯林社群的特殊知识与权威。根据十二伊玛目派神学，这些伊玛目是以公正统治穆斯林共同体的完美人类典范，能够守护并阐释伊斯兰教法及古兰经隐微义理。穆罕默德与伊玛目的言行（圣行）是穆斯林社群效法的指南，因此他们必须免受错误与罪恶侵染——这一教义称为"伊斯玛"（字面意为“受保护”）或"无罪性"，且必须通过穆罕默德接受神圣指定。
全球约1.6亿十二伊玛目派信徒主要分布在： 伊朗、伊拉克、巴林和阿塞拜疆的多数居民； 黎巴嫩半数穆斯林；以及印度、巴基斯坦、阿富汗、沙特阿拉伯、孟加拉国、科威特、阿曼、阿联酋、卡塔尔的显著少数群体。 伊朗是唯一以十二伊玛目派为国教的国家。

## 历史

### 十二伊玛目
十二伊玛目指的是：#伊玛目阿里 #伊玛目哈桑 #伊玛目侯赛因 #伊玛目宰因·阿比丁#伊玛目巴基尔 #伊玛目萨迪克 #伊玛目卡齐姆 #伊玛目里达 #伊玛目贾瓦德 #伊玛目哈迪 #伊玛目阿斯卡里 #伊玛目马赫迪

### 伊玛目时代

#### 兴起
610年穆罕默德接受首次启示时，阿里年仅10岁。在先知时代，阿里的支持者——尤其是米格达德·本·阿斯瓦德、波斯人赛尔曼、艾布·达尔·吉法里与安马尔·本·亚西尔——被称为"阿里什叶派"。伊斯兰教分裂为什叶派与逊尼派可追溯至穆罕默德继承危机。 阿里追随者曾与部分古莱什族人及泰勒海、祖拜尔·本·阿瓦姆等圣门弟子交战。由于主要支持者在伊拉克，阿里将伊斯兰首都迁至库法，并开始对抗拒绝效忠的穆阿维叶。 侯赛因殉难事件极大促进了什叶派在伊拉克、也门和波斯地区的传播。公元一世纪末，政府要员建立库姆城作为什叶派聚居地。

#### 体系形成
穆罕默德·巴基尔作为法学导师执教20年，同时是圣训传述人。他还确立了塔基亚原则。巴基尔传述了大量关于伊斯兰法学及其他宗教科学的圣训，为什叶派教义奠定基础。随着政治环境变化与宗教活动发展条件成熟，贾法尔·萨迪克在构建什叶派教法学体系方面发挥了关键作用。
萨迪克与巴基尔是伊玛目派宗教法学派的奠基者。萨迪克周围聚集了当时最杰出的法学家、圣训学家和神学家群体，推动什叶派在神学与法学领域的发展。 二者共同提升什叶派地位，为什叶伊斯兰的诠释与实践奠定思想基础，其教义成为什叶派灵性修炼与宗教仪轨发展的基石。

#### 组织化
公元9世纪初，随着科学哲学著作翻译运动、马蒙推行宗教自由政策及对学术辩论的鼓励，什叶派再次兴盛。马蒙统治时期，什叶派摆脱政治压迫获得一定自由。10世纪阿拔斯王朝衰微与布韦希王朝崛起使什叶派得以公开传播。11至15世纪间，众多什叶派君主在伊斯兰世界推动信仰传播。

### 巴格达学派
10世纪布韦希王朝时期，巴格达成为穆尔太齐赖派神学中心。该派关于神之属性、公正及人类自由意志的理论深刻影响什叶派神学家。 瑙巴赫特家族成员——特别是卒于923-924年的阿布·萨赫尔·瑙巴赫蒂——将穆尔太齐赖神学与伊玛目派思想体系融合。另一方面，库姆的伊玛目派圣训学家——如卒于991年的伊本·巴拜维——基于十二伊玛目圣训回应其神学观点，捍卫伊玛目派思想免受穆尔太齐赖派对拟人化（塔什比赫）的批判。
巴格达学派三大代表人物是谢赫·穆菲德（卒于1022年）、谢里夫·穆尔塔达（卒于1044年）与谢赫·图西（卒于1067年）。
穆菲德作为十二伊玛目派神学家、圣训学家与法学家，既吸收瑙巴赫特家族与巴格达穆尔太齐赖派思想构建神学体系，又致力于使神学观点符合十二伊玛目圣训。 在穆尔太齐赖派主导的巴格达，他力图区分什叶派与穆尔太齐赖观点，强调理性需要依赖天启。
什叶派教法创制（伊智提哈德）奠基者谢赫图西的著作《教法纲要》首次系统阐述从原则推导细则的推理方法。他将什叶派教法学带入新阶段，核心在于识别社群需求并坚守原则。
通过辩论与著作，穆菲德、穆尔塔达与图西在伊拉克首次引入受沙斐仪派与穆尔太齐赖派影响的教法原理。而库莱尼与萨杜格则在库姆与雷伊坚持传统主义路线。
十二伊玛目派与其他什叶派分支共享伊玛目信仰等核心教义，但伊斯玛仪派与尼扎里派对伊玛目数量及继承谱系的认知存在分歧，对伊玛目角色的界定亦有本质差异。十二伊玛目派还通过以下特征区别于伊斯玛仪派：坚信穆罕默德是"众先知的封印"，否认教法被废止的可能性，同时承认古兰经的显义与隐义。土耳其与阿尔巴尼亚的阿列维派、叙利亚与黎巴嫩的阿拉维派虽与十二伊玛目派共享十二伊玛目信仰，但其神学体系存在显著差异。

### 教法学与神学发展

#### 希拉学派
该学派奠基人伊本·伊德里斯·希里（Ibn Idris al-Hilli，卒于1202年）以其理性主义倾向，在著作《al-Sara'ir》中系统阐述了什叶派教法学。伊本·伊德里斯拒绝承认孤立圣训的效力，将理性（'aql）列为推导法律规范的第四大渊源，其优先性甚至高于《古兰经》和圣训。
真正的乌苏勒教义运动由穆哈基格·希里（al-Muhaqqiq al-Hilli，卒于1277年）发起，他将伊智提哈德（创制）与qiyas（类比）引入教法学体系。创制原则为什叶派律法注入了动态活力。穆哈基格·希里和阿拉玛·希里（al-Hilli）确立了什叶派教法学的完整框架，并严格区分了弱传圣训与可靠圣训。据约翰·库珀（John Cooper）研究，希里之后，伊玛目派神学与法律方法论已完全融合哲学术语与思辨风格。
1256年阿巴斯王朝因蒙古人攻陷巴格达而崩溃。在蒙古帝国统治下，什叶派获得更自由的发展空间，希拉城成为新兴的什叶派学术中心。希拉学派延续巴格达学派的理性主义传统，将理性定义为教法学的重要原则，为当代法学家权威体系奠定了理论基础。
乌苏勒派的第二次发展浪潮出现于蒙古时期，希里正式提出"Mujtahid"（创制者）概念——即基于宗教权威论据推导教法令的学者。希里将"创制"界定为基于教法的严谨推理，通过发展乌苏勒原则，他引入更多法律与逻辑规范，使乌苏勒的内涵超越传统的四大教法渊源。

#### 贾巴尔·阿米尔学派
阿米里（Amili）是首位完整构建"创制"理论体系的思想家。

### 权力崛起

#### 伊斯法罕学派
1501年，伊斯玛仪一世在伊朗建立萨法维王朝。尽管当时伊朗多数大城市仍属逊尼派势力范围，他仍宣布十二伊玛目派为国教，并邀请众多什叶派学者赴伊建立宗教学校。其中卡拉基（Karaki）提出：为维护乌玛利益，应由什叶派学者作为隐遁伊玛目的合法代理人行使职权。萨法维王朝时期，所有主要城市均设立宗教权威职位（謝赫伊斯蘭）。
卡拉基在加兹温与伊斯法罕创建大型宗教学院（Hawza），使伊朗重获伊玛目派教法学中心地位。苏赫拉瓦迪（Suhrawardi）曾尝试调和理性哲学与直觉智慧，但真正奠基者是米尔·达马德（Mir Damad）。他融合伊本·阿拉比、苏赫拉瓦迪、伊本·西那（Ibn Sina）与纳西尔丁·图西（Nair al-Din）的思想，为什叶派构建全新哲学维度。
伊斯法罕学派学者将什叶派的哲学、神学与神秘主义传统整合为"神圣智慧"（波斯语：hikmat-i ilahi）体系，其代表人物穆拉·萨德拉（Mulla Sadra）融合伊斯兰神学、逍遥学派哲学、神秘主义与苏菲学说（尤其是伊本·阿拉比思想），培养出穆拉·穆赫辛·卡沙尼（Mulla Muhsin Kashani）与阿卜杜勒·拉扎克·拉希吉（'Abd al-Razzaq Lahiji）等杰出弟子，使该学派传统在伊朗与印度延续数世纪。

#### 阿赫巴里派派与乌苏勒派论争
萨法维王朝末期（1736年），烏蘇勒派遭到传统主义阿赫巴里派冲击，该派创始人穆拉·穆罕默德·阿明·阿斯塔拉巴迪（Mulla Muhammad Amin al-Astarabadi）否定创制原则，斥乌苏勒派为"宗教之敌"，主张仅以圣训为伊斯兰教法及《古兰经》阐释的唯一依据。
穆罕默德·巴基尔·贝赫巴哈尼（Muhammad Baqir Behbahani）作为什叶派法学新阶段的奠基者，采用实践性方法反击阿克巴尔派，最终在18世纪下半叶的卡尔巴拉与纳杰夫论战中"彻底击败阿克巴尔派"，使"延续至今的什叶派乌莱玛中仅存极少数阿赫巴里派信徒"。乌苏勒派的重振为卡扎尔王朝时期法学家权威的提升奠定基础。

## 神学教义
十二伊玛目派神学主要由五大原则组成，其形成基于古兰经、穆罕默德及十二位伊玛目（特别是贾法尔·萨迪克）的圣训，并回应了穆斯林世界的思想运动以及十二伊玛目派历史上的重大事件，如卡尔巴拉战役和第十二任伊玛目穆罕默德·马赫迪·蒙塔扎尔的隐遁。
正如贾法尔·西丹所言，神秘主义者、哲学家和传统学者对真主独一性、自由意志和审判日等问题持有不同观点。本文首先阐述传统观点，然后尽可能客观地呈现其他观点。

### 真主独一性
根据侯赛因·纳斯尔的观点，什叶派第一位伊玛目阿里·本·阿比·塔利卜被认为是伊斯兰神学的奠基者，他的布道中包含了对真主独一性（认主独一）最早的哲学论证。
阿里曾论证"真主独一"意味着：真主无与伦比；不受数量限制；在现实和想象中皆不可分割。他另一段著名论述是：
宗教的第一步是承认、理解并意识到他是主宰......正确的独一信仰形式是认识到他绝对纯净且超越自然，其本体既不可增亦不可减。也就是说，应当认识到他的本体与属性之间没有区别，其属性不应与本体相分离或区分。
传统十二伊玛目派严格认为真主与其造物不同，两者是分离的实体。
然而，著名什叶派神秘主义哲学家赛义德·海达尔·阿穆利将真主定义为在本质、名称、属性、行为和显现上都是独一的。因此，存在的整体就是真主，通过真主，来自真主，并回归真主。真主不是与其他存在并列或高于其他存在的"存在者"；真主就是存在本身（绝对存在）。神圣的独一性不是算术意义上的"单一"，而是超越并包含所有单一的独一。因为如果存在他者（即被造物），真主就不再是"独一的"。由于这种神圣本质是无限的，其属性与本质同一。本质上只有一个不可分割的实在。
根据十二伊玛目派神学，认主独一包含多个方面：本质独一、属性独一、创造独一、主宰独一和崇拜独一。

#### 本质独一
本质独一指真主的本体独一无二、无与伦比。《古兰经》112章阐明："你说：他是真主，是独一的主；真主是万物所仰赖的；他不生育，也不被生；没有任何物可以做他的匹敌。"

#### 属性独一
属性独一意味着真主的属性与其本质同一无别。阿里论证道："每个属性都证明其与所依附之本体相异，而每个本体又证明其与属性不同。"属性独一否定了本质中存在任何形式的多元性与组合性，本质与属性或属性之间的区分都意味着存在的局限性。
传统十二伊玛目派认为真主的名称是被造物而非其属性。名称由被造字母组成，而属性则是名称所指涉的内涵。《卡菲经》指出：凡崇拜真主名称者实为否认真主，因名称并非真主本身。

#### 创造独一
胡尔·阿米里指出：除人类行为外，万物皆由真主创造。  
部分十二伊玛目派学者认为，创造独一意味着除真主外无创造者，宇宙的因果关联皆依存于真主，如同存在本身本质不独立。穆塔哈里强调："除真主外别无力量"。

#### 主宰独一
主宰独一指对世界的治理权仅属真主，包含两方面：  
1. 造化治理（tadbir takwini）——自然法则的掌控  
2. 教法治理（tadbir tashrii）——宗教律法的制定

#### 崇拜独一
最终指向"唯真主值得崇拜"的教义。莫尔塔扎·穆塔哈里阐释：崇拜独一要求摒弃所有伪崇拜（如欲望、金钱或名望的崇拜），正如《古兰经》所示，凡遵循诫命的服从皆为崇拜。

#### 以物配主
与认主独一相对的是以物配主，即认为世界存在多个本源或极点的信仰。  
哲学家莫尔塔扎·穆塔哈里指出：理论上的认主独一与以物配主的区别在于——能否认知一切实在与存在（包括本质、属性及行为）皆源自真主（源自祂性）。先知们的一切超常奇迹皆凭真主许可，《古兰经》对此多有明示。实践中的以物配主，是将某物视为独立于真主的终极目的；而将其作为通向真主的途径（归向祂性）方为认主独一。

### 真主的公正
阿里强调：真主即是公正本体，正义之美德由祂流溢至人类灵魂。因祂即公正，故其一切行为皆属公正。什叶派将公正视为神圣本质的内在属性，即真主不会行不义，因公正本就是其本性。

#### 造化的公正
十二伊玛目派认为：真主赋予万物适宜的本性，如经文20:50所述："我们的主是赋予万物其本性并加以引导的主。"穆罕默德·阿萨德在《古兰经的讯息》中诠释此节：摩西回答（法老）说："我们的养育者是赐予万物[存在]其真实本性，继而引导其[实现完满]的主。"

#### 教法的公正
真主通过派遣使者引导人类，且不会强加人无法承担的义务。

#### 报应的公正
塔巴塔巴伊阐明：真主的公正必然使善人与恶人分离——善者得享福泽，恶者遭逢厄运。祂将依据真理审判众人的信仰与行为，使各得其份。届时万物本质将向人显现：通过信仰与善行，人可获致与真主的友谊。人之行为形式将融入灵魂并成为后世资本，如经文96:8所指"终将归于真主"。

#### 宿命与自由意志
根据十二伊玛目派的传述，安拉并未创造人类的行为，这些行为完全由人类自身创造。根据穆萨·卡齐姆（Musa Al-Khadhim）的传述，如果安拉创造了人类的行为，那么祂就不应因此惩罚人类。 贾法尔·苏卜哈尼（Jaafar Al-Subhani）认为，安拉的公正性要求人类的行为不能由安拉创造，否则安拉将成为恶行的实施者。 什叶派拒绝宿命论。
然而，一些哲学家认为，一切存在都是安拉的创造，包括人类及其行为。但行为有两个维度：一是人类通过自由意志实施行为，二是安拉通过其意志创造行为，并赋予人类实施行为的能力。萨德尔丁·设拉子（Sadr al-Din Shirazi）指出："安拉，至高无上，远离一切恶行，并按其意欲治理祂的王国。"
传统十二伊玛目派学者拒绝"安拉创造人类行为"的观点。

### 先知使命
贾法尔·萨迪克传述其先辈的言论：穆罕默德在一次演讲中宣称："[安拉]派遣使者降临世人，作为祂对造物的终极明证，并使这些使者成为世人的见证者。祂派遣先知们带着吉庆与警告降临人间。"
穆罕默德·侯赛因·塔巴塔巴伊（Tabataba'i）阐释：安拉通过派遣先知完善了人类的引导。当启示律法的教义与实践臻于完美时，先知使命也随之终结。他指出，《古兰经》强调伊斯兰是终极且最完美的宗教，而穆罕默德是"先知的封印"。
希利（Al-Hilli）认为："先知的功绩超越天使，因为他们需以理性力量抗争，并使其服从于启示理性。"

#### 天使信仰
信仰天使是伊玛尼（正信）的基本信条。这些具有光明与灵性本质的不可见存在，充当安拉与物质世界的中介。虽然本质优越，天使仍低于人类——因人类能映射安拉的属性。《古兰经》2:34 经文隐含人类的优越性。  
吉卜利里（Gabriel）向穆罕默德启示《古兰经》，并在登霄之夜（Mi'raj）为其引路。天使记录人类行为， 严格遵循安拉命令而不僭越 21:27。
伊兹丁·卡沙尼（Izz al-Din Kashani）论述天使存在位阶差异：部分驻守完美之境，其余管理创造事务。扎卡里亚·加兹温尼（Al-Qazwini）基于经训指出：  
- 「宝座承载者」与「圣灵」按创造法则统御天地万物  
- 伊斯拉菲来（Israfil）赋予灵魂形体，并将在末日吹响号角  
主要天使包括：  
- 启示传达者吉卜利里  
- 自然掌管者米卡伊来（Michael）  
- 死亡天使阿兹拉伊来（Azrael）  
- 赞主不绝的「基路伯」（Cherubim）  
- 七重天守护者与人类记录天使  
- 墓穴审问者蒙卡尔与纳基尔  
- 特殊使命者哈鲁特与马鲁特

#### 启示本质
塔巴塔巴伊提出「普遍引导论」：由于人类理性无法认知终极幸福法则，必须存在超越理性的启示意识。《古兰经》4:163 指明的「先知觉知」即这种启示能力。  
启示包含三大本体论原则：  
1. 接受启示  
2. 保存启示  
3. 传播启示  
先知获得的宗教包含教义与实践体系，随着社会发展而逐步完善。  
安拉通过三种方式传达启示：  
- 直接灵感启示  
- 帷幕后的神圣言语  
- 天使中介传达  
经文72:26–28 显示双重保护机制：天使护卫先知无误，安拉守护天使与先知。

#### 奇迹特性
塔巴塔巴伊定义奇迹为「先知与圣徒凭安拉许可展现的超常现象，用以验证先知身份」。 强调奇迹需符合时代需求， 且与先知使命存在本质关联，超越理性范畴。  
希利界定奇迹为「非常态事物的创造或常态事物的消除，其方式突破自然规律并印证先知宣称」。  
索巴尼（Sobhani）区分奇迹与非凡行为：  
- 奇迹不可通过训练获得  
- 源于安拉无限权能故无可辩驳  
- 类型不受限制  
- 多关乎精神领域而非世俗事务

### 伊玛目与监护权
什叶派信奉三重权威结构：绝对且普世的真主权威（如[3:26]经文所示），由真主恩典合法化的穆罕默德权威（如[7:158]经文所指），以及通过穆罕默德受赐领导权的伊玛目权威（根据什叶派核心理念，[5:67]与[5:3]经文可印证）。  什叶派认为伊玛目是先知使命的延续。
什叶派信仰由穆罕默德后裔组成的十二位受神启伊玛目，其必须具备四大属性：纳斯（前任伊玛目指定）、伊斯玛（无谬性）、伊尔姆（神圣知识）与瓦拉亚（灵性指导）。 根据十二伊玛目派信条，他们是穆罕默德精神与政治的继承人。  
什叶派认为阿格勒（神圣智慧）是先知与伊玛目灵魂之源，赋予其称为**希克玛**的奥秘知识，他们的苦难是对信众的神圣恩典媒介。  
尽管伊玛目非启示接受者，但通过与真主的紧密联系获得引导，进而指引世人。伊玛目制（信仰神圣向导）是什叶派核心教义，其基础是真主不会令人类失去神圣指引。
十二伊玛目派认为每个时代都存在一位时代伊玛目，作为信仰与律法事务的神定权威。阿里是此谱系首位伊玛目，亦被视作穆罕默德合法继任者，其后由穆罕默德通过法蒂玛的男性后裔（即哈桑尼）继承。除哈桑·伊本·阿里之弟侯赛因·伊本·阿里外，每位伊玛目均为前任之子。 第十二任即末代伊玛目穆罕默德·马赫迪，据信至今仍以隐遁状态存活。
什叶派伊玛目具有无谬性。关键教义在于他们并非先知（纳比）或使者（拉苏尔），而是穆罕默德使命的履行者。

#### 穆罕默德的继任
什叶派认为，穆罕默德去世后，其宗教与政治权威由伊玛目继承。 他们将继任者视为启示与神圣律法的内在阐释者。  
除栽德派外， 什叶派信奉伊玛目制，即统治者必须为真主选定、无谬且无罪、出自先知家族的伊玛目，无关多数意见、舒拉或选举。 他们主张穆罕默德生前（尤以盖迪尔·胡姆事件为证）多次暗示其表弟兼女婿阿里为继任者。 十二伊玛目派相信，阿里及其十一代后裔（即十二伊玛目）在出生前便被真主注定为唯一合法的伊斯兰统治者。  
什叶派认为，除阿里与哈桑·本·阿里外，穆罕默德之后的所有哈里发均属非法，穆斯林无义务服从。 据两件重物圣训，穆罕默德遗留的指引仅《古兰经》及其家族后裔。 因无谬性，后者被视为能以公正领导穆斯林社群。

#### 谒陵与中介说
谒陵（阿拉伯语：زيارة，字面意为"拜访"）是一种宗教实践，指前往宗教领袖或其陵墓前表达崇敬与热爱，并获取精神祝福。什叶派历史上，伊玛目本人及早期学者与法学家便提倡谒陵行为。 什叶派朝圣主要目的地包括伊拉克的纳杰夫与卡尔巴拉、伊朗的库姆与马什哈德、以及叙利亚的赛义黛·宰娜布清真寺。  
什叶派认为，伊玛目之所以受尊崇，是因他们曾获得真主的启示与某种程度的默示。  
中介说（阿拉伯语：توسل）源于词根"wasila"（阿拉伯语：وسيلة），指接近某人或实现目标的途径。  
对什叶派而言：利用媒介达成目标属自然行为，但这些媒介不可脱离真主独立存在，且须以《古兰经》与圣训为依据。此类媒介包括礼拜、施舍等一切能使人接近真主的事物。

#### 免罪性
在什叶派神学中，“免罪性”（Ismah）意为“无谬误”、“免受罪恶的免疫力”及“无谬误性”。 当该属性被赋予人类时，其含义为“尽管有能力犯罪，却能够避免违抗行为的能力”。 对于先知和伊玛目而言，免罪性是安拉赐予的恩典，其实现方式包括：首先赋予纯洁的天性，继而依次赐予卓越美德、坚定对抗敌人的意志、降下安宁（as-Sakinah），并保护其心灵免于罪恶。
十二伊玛目派神学认为，穆罕默德的继任者是一位无谬误的人类，其不仅公正统治社群，还能守护并阐释伊斯兰教法及其隐秘含义。穆罕默德和伊玛目的言行是社群追随的指南与典范，因此他们必须远离错误与罪恶，且必须通过穆罕默德的神圣任命选出。
十二伊玛目派认为，伊斯兰先知穆罕默德、其女法蒂玛·扎赫拉及十二伊玛目均具备基于免罪性教义的无谬误性。 他们虽有能力犯罪，但天性使其避免罪恶。无谬误者因极致的正义、觉悟和对安拉的爱，其行为仅遵循神意。 他们还免疫于错误：包括实践事务、宗教召唤及神圣知识的领悟。 什叶派认为十四无谬误者超越其他被造物及主要先知。
从历史视角看，维尔弗雷德·马德隆认为穆罕默德家族的纯洁性由《古兰经》的净化经文所保证。 唐纳森提出，什叶派神学在穆罕默德去世至第十二伊玛目隐遁期间的发展，确立了免罪性概念的核心地位。 安·兰伯顿指出，“免罪性”一词及概念未见于《古兰经》或逊尼派权威圣训，可能最早由伊玛目派在伊斯兰历二世纪初提出，强调伊玛目必须免受罪恶（ma'sum）。
据哈米德·阿尔加尔研究，免罪性概念在伊斯兰历二世纪上半叶已出现。什叶派学者在伊斯兰历四至五世纪逐渐严格定义穆罕默德和十二伊玛目的无谬误性，最终形成排除一切故意或无意错误的教义。

#### 隐遁（Ghaybah）
根据十二伊玛目派的教义，阿拔斯王朝时期的政治环境迫使哈桑·阿斯卡里隐瞒其子马赫迪的诞生。

### 复活日
什叶派神学认为，人既源自安拉，终将归于安拉，这与人类对先知使命的回应密切相关。 他们援引《古兰经》[23:115]指出，以绝对真理行事的安拉不会无目的地创造人类。现世无法实现完全报应，但安拉的公正性要求每个人都依其行为接受审判。 塔巴塔巴伊将死亡诠释为从现世阶段向永恒阶段的过渡。 经文[21:47]则强调审判天秤的精确性，人的行为与意图皆在其上衡量。

#### 复临（Raj'a）
十二伊玛目派信仰复临说，即马赫迪显现后，部分穆斯林将重返现世。此教义基于《古兰经》中记载的古代族群复活先例及末日复活的概念。
索巴尼阐释复活包含肉体与灵魂的双重维度。针对“谁能复活我们”的疑问，经文[17:51]回应：“初次创造你们的主。”
另见经文[22:5-6]，复活如同大地在寒冬后的春日复苏。[36:79]则表明复活者正是尘世生活的本体。肉体复活的目的在于体验物质性的赏罚，而灵魂复活则关乎精神层面的报应。

#### 审判日
安拉将复活全体人类，使其接受关于尘世生活的审问。 当日人群分为两类：右手接过功过簿者将入天国，面容焕发；左手接簿者堕火狱，面目晦暗。 如经文[41:21]所示，不信者的耳目皮肤将作证其罪行：“安拉使我们发言——他使万物发言。”

#### 代祷
对代祷的信仰源自《古兰经》21:28、10:3、53:26 和圣训。穆罕默德、天使、伊玛目和殉道者都是凭借真主的意志成为代祷者。穆罕默德曾表示，真主赐予他的恩典之一便是为犯下大罪者代祷的权利。 正如《古兰经》记载，雅各之子们请求父亲为他们代祷，而他们的父亲承诺将在约定的时间履行。

## 伊斯兰教法
纳斯尔指出，沙里亚（Shari'ah）的词根是“Shr'”，意为所有人应遵循的道路。伊斯兰教法作为神圣律法，涵盖了伊斯兰教的仪式、法律、伦理和社会层面，是真主意志的具体体现。它规范穆斯林从生到死的生活，以确保在后世获得幸福。他补充道，要进入真理之境（Haqiqah），穆斯林必须遵循形式律法中的教法，而教法的内在部分则是道乘（Tariqah）。
伊斯兰教法包括伊巴达特（Ibadat，崇拜），即所有与伊斯兰仪式相关的规定，以及穆阿马拉特（muamalat），涵盖各类社会、政治和经济活动。教法将行为分为五类：义务性（wajib）、推荐性（mandub）、可憎性（makruh）、禁止性（haram）和中性行为（mubah）。
行为的评判以教法为基础。真主是终极立法者（Shari'），而教法的根源在《古兰经》中。圣训和圣行（Sunnah）是教法的第二来源及《古兰经》的补充。教法原则不可变更，但可适用于新情境。
- 礼拜——意为“连接”，每日五次祈祷，波斯语和乌尔都语称“namāz”。
- 斋戒——在神圣的赖买丹月禁食，波斯语称“rūzeh”。
- 天课——慈善，意为“净化”。
- 胡姆斯——储蓄的五分之一作为税收。
- 朝觐——前往麦加的 pilgrimage。
- 吉哈德——为取悦真主而奋斗。大吉哈德是战胜内心邪恶的斗争，而小吉哈德是对抗外界邪恶。现代常见误解将其等同于“圣战”，但实际包括以笔（jihād bil qalam）或言论对抗压迫者的形式。
- 劝善（Commanding what is just）。
- 戒恶（Forbidding what is evil）。
- 塔瓦拉——热爱聖裔及其追随者。
- 塔巴拉（Tabarra）——与聖裔的敌人划清界限。[140]

### 作证词（信仰宣言）
尽管承认真主独一和穆罕默德作为使者的 divine guidance，什叶派强调：为引导社群的灵性与道德，真主命穆罕默德指定阿里为领袖，并在盖迪尔·胡姆公开宣布。 十二伊玛目派与逊尼派均认同，以阿拉伯语诵读一次作证词即可使人成为穆斯林（据多数传统学派）。 多数十二伊玛目派信徒常在作证词末尾附加“علي ولي الله”（阿里是真主的代理人），以确认阿里是信士的领袖，什叶派神学家认为《古兰经》[古兰经 5:55
]可佐证此点。

### 礼拜
法定拜功是伊斯兰教最核心的仪式，所有成年穆斯林（无论男女）从青春期至去世都必须履行。每日五次朝向麦加**克尔白**的礼拜时间为：黎明至日出前（晨礼）、正午（晌礼）、下午（晡礼）、日落（昏礼）和午夜前（宵礼）。
礼拜前需进行**唤礼（adhan）与净礼（wudu），且可在任何洁净处（室内外皆可，需所有者许可）完成。拜功单元（rak'ah）数量为：晨礼2拜、晌礼4拜、晡礼4拜、昏礼3拜、宵礼4拜。什叶派还会在特殊场合（如恐惧、喜悦、感恩、朝觐期间及斋月结束时）举行礼拜。
逊尼派与十二伊玛目派在礼拜细节上存在差异：
- 净礼仪式中，什叶派认为以湿手抹足即满足条件，且无需用手指清洁耳内。
- 叩首姿势时，贾法里学派主张最好俯身于泥土、不可食树叶或木板上——因穆罕默德圣训提及此三者最洁净（《塔亚蒙》相关记载）。故许多什叶派使用土块（turbah，常取自圣地土壤）或木板作为叩首支撑。
- 站立姿势时，贾法里学派要求双手自然下垂。尽管每日五番拜功均为义务，但该学派允许在时间重叠时将晌礼与晡礼、昏礼与宵礼连续进行。[145]

### 斋戒
纳赛尔（Nasr）解释说，斋戒是指在莱麦丹月期间，从黎明到日落期间戒除食物、饮料和性行为。斋戒还要求人们的思想和言语远离邪恶的念头和话语。从青春期开始到具备身体能力时，斋戒就成为义务。病人、旅行者和哺乳期妇女不必斋戒，但他们必须在可能的情况下补回失去的日子。
根据塔巴塔巴伊（Tabataba'ei）的说法，（斋戒）意味着戒除某物，后来在宗教发展中特指在黎明至日落期间，带着举意（niyyah，النّيّة）戒除某些特定事物。斋戒导致虔诚，即戒除世俗享乐，带来灵魂的完美。他补充说，人们应该关注那些使他们远离真主的事物：这就是所谓的虔诚。这种对常见合法事物的戒除，使他能够戒除非法事物并更接近真主。莱麦丹月的结束伴随着开斋节祈祷，之后通常会向穷人捐赠一笔相当于自己和家人在这个月未进食的所有餐食费用的钱。

### 天课与胡姆斯
阿拉伯语中"天课"（zakah）一词与纯净相关。 这是对不同贵重物品超额财富按特定税率征收的年度税制。作为一种社会福利计划，它实现了财富再分配，防止财富集中在少数精英手中。这也被视为对个人财富的仪式性净化。
胡姆斯（خمس），意为五分之一，是对净收入（扣除所有开支后）征收的五分之一年度税。这项税收用于穆罕默德、他的家族、孤儿、穷人和旅行者。其中一半是伊玛目的份额，这是他从穆罕默德那里继承的遗产；在伊玛目隐遁期间，这笔钱支付给作为伊玛目代表的玛尔贾。
应缴纳胡姆斯的物品有七类：
1. 收入利润或盈余
2. 合法财富与非法财富的混合
3. 矿藏和矿物
4. 潜水获取的海洋宝石
5. 宝藏
6. 顺民卡菲尔从穆斯林手中购买的土地
7. 战利品
胡姆斯对七种资产是强制性的：获得的利润、净收入（支付所有费用后）
天课则针对农作物、牲畜、黄金、白银和现金征收
在伊斯兰法律术语中，它指"个人作为财富获得的某些物品的五分之一，必须作为伊斯兰税收缴纳"。根据什叶派观点，符合胡姆斯条件的物品在古兰经中被称为"Ghanima"（الْغَنيمَة）。阿拉伯语Ghanima有两个含义：
- "战利品"或"战争掠夺物"
- 收益或利润

逊尼派将此词仅译为"战利品"或"战争掠夺物"。十二伊玛目派认为该词具有上述两种含义，第二种含义通过伊斯兰银行术语"al-ghunm bil-ghurm"（意为"收益伴随损失或风险责任"）的常用用法得到体现。
此外，在一段著名祷文——晌礼后的祈祷文中，祈求者请求真主赐予祂的恩惠，其中一项恩惠就是祈求从每个正义行为中获得利益或收益，这里使用的词正是"al-ghanima"（وَالْغَنيمَةَ مِنْ كُلِّ بِر），这与该词的第二个含义相符。

### 朝觐
朝觐（Hajj）是穆斯林前往麦加克尔白的至高朝圣仪式。该仪式包括围绕克尔白绕行、特定动作、祈祷，以及根据圣行在麦加及周边圣地宰牲。穆斯林相信，若以虔诚之心完成朝觐，其罪过将获真主赦免。朝觐在伊斯兰历十二月（Dhu'l-hijjah）进行，对所有具备身体条件和经济能力的穆斯林属主命义务。此外还存在小朝（hajj al-'umrah），可在一年中其他时间完成。

### 吉哈德
根据纳斯尔（Nasr）的观点，吉哈德字面意思是"努力"，但在真主之道上意味着整个生命的奋斗。 什叶派将吉哈德教义直接与"瓦拉亚"（Walayah）即对伊玛目的效忠联系起来——只有伊玛目能判定何时需要发动吉哈德，且唯有这种吉哈德才能使人进入天堂。  
纳斯尔指出，由于内在与外在的平衡是精神升华的前提，所有穆斯林都应进行吉哈德以对抗破坏这种平衡的内外力量。
外在的吉哈德涉及保卫穆斯林世界免受非伊斯兰力量侵犯，包括捍卫个人荣誉、家庭、权利以及在环境中建立正义。但这种"小吉哈德"必须通过"大吉哈德"来完善——即对抗一切阻碍人性崇高的力量。他补充说，从灵性角度看，伊斯兰所有支柱如作证词（Shahadah）、礼拜等......都是实践这种内在吉哈德的武器。因此内在吉哈德是实现"独一"（伊斯兰终极启示）的路径，这种内在奋斗将持续到人的每次呼吸都共鸣那万物本源、万有归宿的终极实在。
纳斯尔强调，每个宗教行为都是吉哈德，因为这是人的欲望（nafs）与不朽灵魂需求之间的抗争。伊斯兰将吉哈德视为对抗一切使人远离真主之事的警戒。 什叶派认为吉哈德作为防御手段是合法的，而非侵略行为。 吉哈德不可针对无辜者，必须以公正仁慈对待敌人，且应基于真理而非愤怒进行。战争中杀害妇女儿童、甚至动物及破坏行为均被禁止。

## 教士与仿效
总体而言，十二伊玛目派教士在其宗教社群中行使的权力远超过逊尼派乌里玛在其社群中的影响力。乌苏里派与阿赫巴里派的什叶派十二伊玛目派穆斯林认为，对伊斯兰文献的研究是一个持续的过程，对于识别所有真主的律法至关重要。十二伊玛目派穆斯林相信，从现有伊斯兰文献中寻找真主律法的过程有助于应对任何情况。他们认为自己可以像前辈一样拥有解释古兰经和十二伊玛目派传统的权威。这种伊智提哈德的过程为从伊斯兰视角处理当前问题提供了途径。从19世纪开始，随着乌苏里运动（如今构成十二伊玛目派教士的绝大多数）的发展，什叶派认为不具备伊斯兰法学专业知识的穆斯林必须向穆智台希德（伊斯兰法学专家）寻求"建议和指导，并作为仿效的榜样"。
在寻求确定符合伊斯兰教义的行为时，在穆罕默德·马赫迪隐遁期间（过去1000多年）。关于"信仰问题"或教义原理，什叶派必须自行学习。   乌苏里派什叶派相信第十二伊玛目命令他们跟随那些"守护灵魂、保护宗教并遵循其主（真主）诫命"的学者（法学家）。服从或"仿效"一位穆智台希德被称为塔格利德。他们所跟随或效仿的穆智台希德被称为玛尔贾 塔格利德。  那些仿效/服从他的人被称为穆卡里德。当玛尔贾之间存在意见分歧时，每位玛尔贾会提供自己的观点，而穆卡里德（他们的追随者）将遵循自己玛尔贾在该问题上的意见。

### 人物与地点
多位大阿亚图拉主持着霍扎（宗教神学院）。库姆和纳杰夫的霍扎是培养什叶派教士的首要中心。然而，世界各地还有许多其他较小的霍扎，其中最大的位于卡尔巴拉（伊拉克）、伊斯法罕（伊朗）和马什哈德（伊朗）。
截至2023年，全球共有56位玛尔贾在世， 主要居住在纳杰夫和库姆。其中最著名的包括库姆的侯赛因·瓦希德·霍拉萨尼、阿里·哈梅内伊、穆萨·舒拜里·赞贾尼、赛义德·萨迪克·鲁哈尼、纳赛尔·马卡雷姆·设拉子、萨迪克·侯赛尼·设拉子、侯赛因·努里·哈梅达尼和阿卜杜拉·贾瓦迪·阿莫利；以及纳杰夫的阿里·西斯塔尼、穆罕默德·法耶兹、穆罕默德·赛义德·哈基姆和巴希尔·纳杰菲。

#### 关于绝对仿效源泉的争议
1990年代初，首席玛尔贾阿布·卡西姆·霍伊去世后，阿里·西斯塔尼"脱颖而出"成为什叶派伊斯兰世界中的绝对玛尔贾或最高玛尔贾。据穆罕默德·巴齐称，西斯塔尼"在宗教事务上的言论具有最重的分量"。
然而，1994年，伊朗伊斯兰共和国（IRI）政权宣布伊朗最高领袖阿里·哈梅内伊为"唯一的仿效源泉"或"无可争议的玛尔贾"。
据穆罕默德·巴齐称，这是试图"取代"真正的绝对仿效源泉阿里·西斯塔尼"及其在纳杰夫的盟友"，但"失败了"，因为哈梅内伊"宗教资历有限（他只是在霍梅尼去世后才被提升为阿亚图拉，以便担任最高领袖）。面对复兴党的迫害和伊朗的权力争夺，西斯塔尼得以保持其地位。" 格里夫没有提及西斯塔尼，但指出哈梅内伊"作为仿效源泉的地位""仍然存在争议"。

## 差异

### 塔基亚（掩饰信仰）
什叶派认为，按宗教行事是每个人的义务，但如果表达信仰会危及生命、荣誉和财产时，可以隐藏信仰，如古兰经[16:106]节所示。这是弱者在暴君面前的自卫武器。
如果掩饰信仰会导致宗教或宗教基本原则消失，则是被禁止的，穆斯林应牺牲生命；但如果被杀无益，则应采取掩饰。在传授宗教教义方面不允许掩饰。由于什叶派长期作为少数派处于敌对信仰的政权统治下，他们选择谨慎行事以避免灭绝。
亨利·科尔宾指出："这种做法由伊玛目们确立，不仅出于人身安全考虑，更是对崇高教义的绝对尊重：只有真正有能力聆听和理解真理的人，才有权接触这些教义。"

### 临时婚姻（穆塔尔）
尼卡·穆塔尔（نكاح المتعة），又称"愉悦婚姻"或"西格"，是一种有时限的婚姻。根据乌苏里什叶派教法学派，这是预设期限的婚姻，到期后自动解除。其条件与永久婚姻类似，但被逊尼派视为哈拉姆（禁止）。这是极具争议的教法议题，逊尼派与什叶派观点截然对立。不过，一些逊尼派穆斯林认可旅行婚姻。
什叶派认为穆塔尔在穆罕默德时代即存在且未被禁止。因此，凡穆罕默德时代允许的都应持续有效。据称从启示降示到欧麦尔时期都实行穆塔尔，如古兰经[70:29](http://tanzil.net/#70:29)节所示。

## 教法学
根据贾法里教法学，伊斯兰教法源自古兰经和圣行。
逊尼派与什叶派教法的差异源于什叶派认为穆罕默德指定阿里为其继任者（即哈里发或管理者）。这一差异导致什叶派：# 遵循穆罕默德及其后裔十二伊玛目的圣训
1. 不承认逊尼派接受的艾布·伯克尔、欧麦尔和奥斯曼·本·阿凡（逊尼派认为的前三位哈里发）的判例和圣训
2. 将"无罪性"（masūm）概念赋予十二伊玛目或十四无罪者（包括穆罕默德及其女法蒂玛），并接受这一特殊群体的判例。

### 阿赫巴里与乌苏里学派
阿赫巴里派拒绝承认教法学家（穆智台希德）的职能，认为其权威无法与伊玛目相比。毛拉穆罕默德·阿明·阿斯塔拉巴迪（1626-27年卒）主张伊智提哈德（教法创制）无必要，因伊玛目的教导已足够指引穆斯林。阿赫巴里派仅依赖先知和伊玛目的圣训。另一方面，乌苏里派自视为"信众的活态延续领导"，在教法尤其是政治问题上保持灵活性，他们认为圣训提供的知识非系统化且缺乏理性判断。乌苏里派强调教法原理（Usul），以古兰经、圣训、公议（Ijma'）和理性（Aql）为基础建立法律标准。在什叶派教法中，理性应用于四大实践原则：免责（bara'at）、谨慎（ihtiyat）、选择（takhyir）和延续（istishab），这些原则在其他宗教证据缺失时适用。

### 法基赫的監護
第一个什叶派政权萨法维王朝在伊朗传播十二伊玛目派信仰，将十二伊玛目派教法定为国法，并资助学术研究。为此，十二伊玛目派乌里玛"构建了新的政府理论"，认为萨法维君主制虽"非真正合法"，但却是等待第十二伊玛目穆罕默德·马赫迪期间"最可取的政府形式"。总体而言，什叶派对待国家有三种态度：全面参政以影响政策、被动合作即最低限度参与，或最常见的是保持疏离仅予容忍。
1979年伊朗伊斯兰革命改变了这一状况，十二伊玛目派阿亚图拉鲁霍拉·霍梅尼及其支持者为伊朗伊斯兰共和国建立了新的治理理论，基于伊斯兰教法学家是穆罕默德和伊玛目"受托人"的理念，认为在无隐遁伊玛目时，有能力的法基赫（教法学家）应承担领导社群的责任。霍梅尼自认就是这样的人选，凭借革命领袖获得的巨大支持，他成为伊朗伊斯兰共和国的"法基赫的監護"（vali-e faqih）。
虽然并非所有十二伊玛目派都接受这一理论，但它是十二伊玛目派独有的，并成为最大什叶派穆斯林国家伊朗宪法的基础，其中规定伊朗最高领袖必须是伊斯兰教法学家。
霍梅尼及其支持者教导说，这一理论并非新创，而是得到什叶派圣训和早期学者支持（若正确理解的话），但被伊斯兰的敌人蓄意压制。根据霍梅尼，这一教法学家权威的基础源自伊玛目制度作为先知使命和知识（ilm）的扩展，这也是伊玛目宗教和政治权威的基础。他教导说，若无由首席教法学家/faqih统治的伊斯兰政府，伊斯兰将枯萎衰落。真主的绝对权威是十二伊玛目派政治思想的基础，但任何希望获得权威者都必须由祂指定。
作为这一理论的证据，他引用了教法学家（Wali）贾法尔·萨迪格的圣训："我已任命他为你们的裁决者。若此人依我们的教法裁决而相关者不接受，则是对真主裁决的蔑视并拒绝我们；拒绝我们实为拒绝真主，此人近于以物配主。"关于监护权优先于其他宗教法律，霍梅尼表示：
"政府或绝对监护权（alwilayat al-mutlaqa）是真主委托给最尊贵使者的最重要神圣律法，优先于所有其他教法规定。若政府权力被限制在教法规定的框架内，那么对穆罕默德的授权将毫无意义。"
谢赫萨杜克和谢赫图西传述的圣训中，穆罕默德·马赫迪通过穆罕默德·本·奥斯曼·乌马里回应伊斯哈格·本·雅各布说："至于可能发生的事件（al-hawadith al-waqi'a）[当你们需要指导时]，求教于我们教义的传达者（ruwat），他们是我给你们的明证（hujjah），而我是真主给你们所有人的明证（Hujjatullah）。"贾法尔·萨迪格指着4:60节经文，禁止在任何时候求助于暴虐政府。
教法学家权威的理念基于这样的信念：没有真主启示的帮助，建立理想社会是不可能的。根据乌苏里十二伊玛目派的观点，教法学家权威强调教法在社会中的作用。根据穆尔塔达的说法，在某些条件下，代表真正的领导者担任职务是义务：使职务能够命人行善、止人作恶，保护什叶派信徒免于死亡威胁。
霍梅尼及其追随者教导说，传统上十二伊玛目派什叶派认为'阿里·本·阿比·塔利卜及其后的十一位伊玛目不仅是宗教导师，也是政治领袖，这一观点基于一段圣训，其中穆罕默德将其指挥穆斯林的权力传给阿里。由于最后一位伊玛目穆罕默德·马赫迪于941年"隐遁"，直到末日才会回归，这使得什叶派失去了宗教认可的治理体系。

### 伊智提哈德与仿效（接受学者的裁决）
伊智提哈德和塔格利德的使用与宗教和司法问题相关，当这些问题在古兰经和圣训中找不到答案时。关于伊智提哈德，哈姆解释说，虽然宗教材料有限，但当问题出现时应采取何种程序。这时人类理性介入；真主赋予人类理性以发现祂的意志。若传统（naql）未提供答案，则理智（aql）应当介入。这种为临时问题寻找解决方案的理性努力称为伊智提哈德（努力）。它源自"吉哈德"一词，意为为实现真主意志而奋斗。
伊智提哈德的实践者是穆智台希德（努力者）。他们应精通阿拉伯语，熟悉古兰经和圣训基础，并了解教法学原理和逻辑学。其他非专家的信徒则实行塔格利德，即授权；普通信徒授权专家为他们做决定。若穆智台希德犯错，信徒不为其错误负责。尽管伊智提哈德使什叶派神学保持灵活。
伊智提哈德的痕迹可追溯至伊玛目时代，当时他们训练学者回答人们的司法问题。如巴基尔对阿班·本·塔格利布所说："坐在清真寺门口，向人们发布教令（fatwa）..."根据纳斯尔，穆智台希德是抵御暴虐政府的屏障，具有宗教和社会功能。卡拉基从其老师处传述一段圣训，称学者是宗教的守护者、伊玛目的继任者，应通过推理从源头得出结论。

## 外部链接

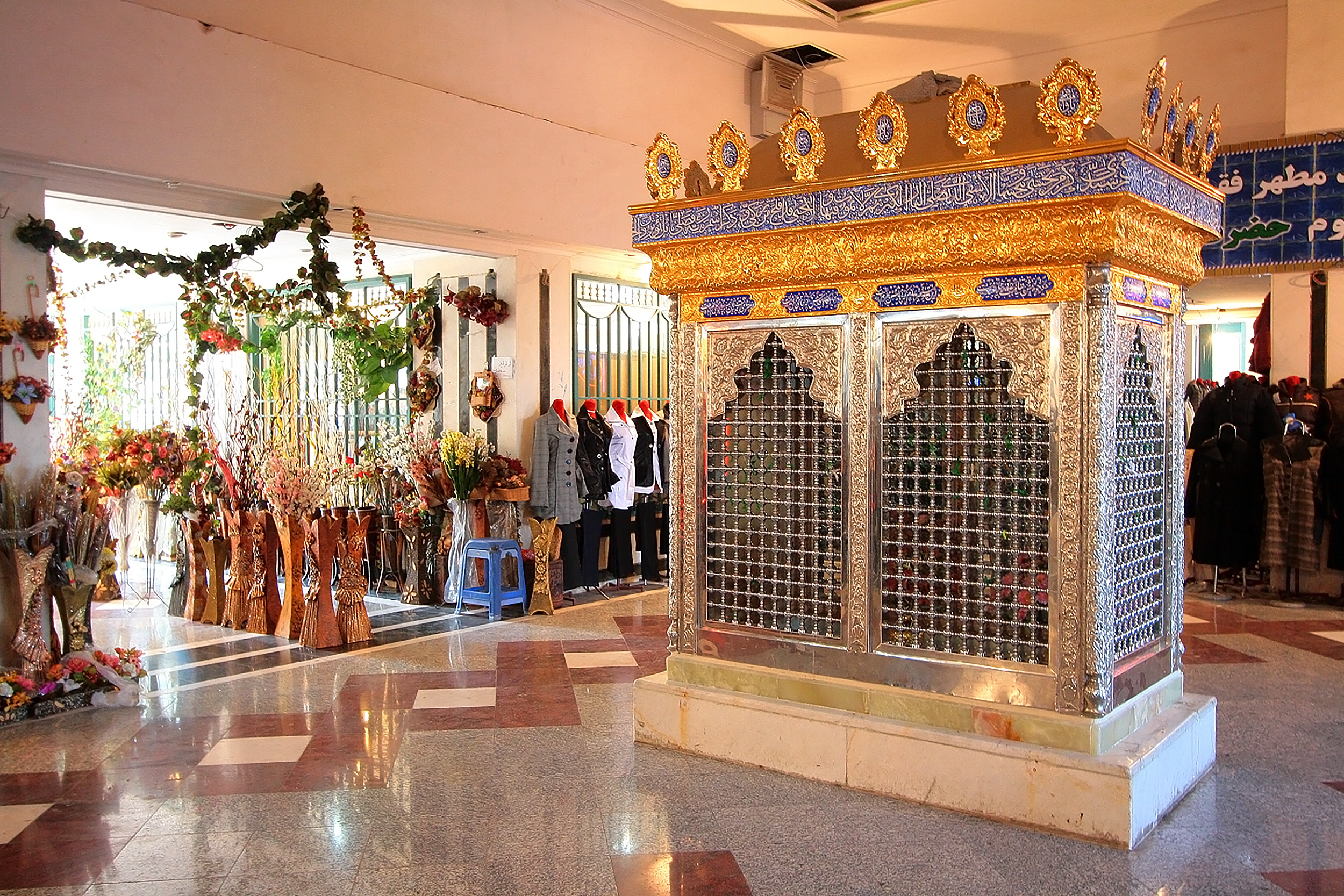
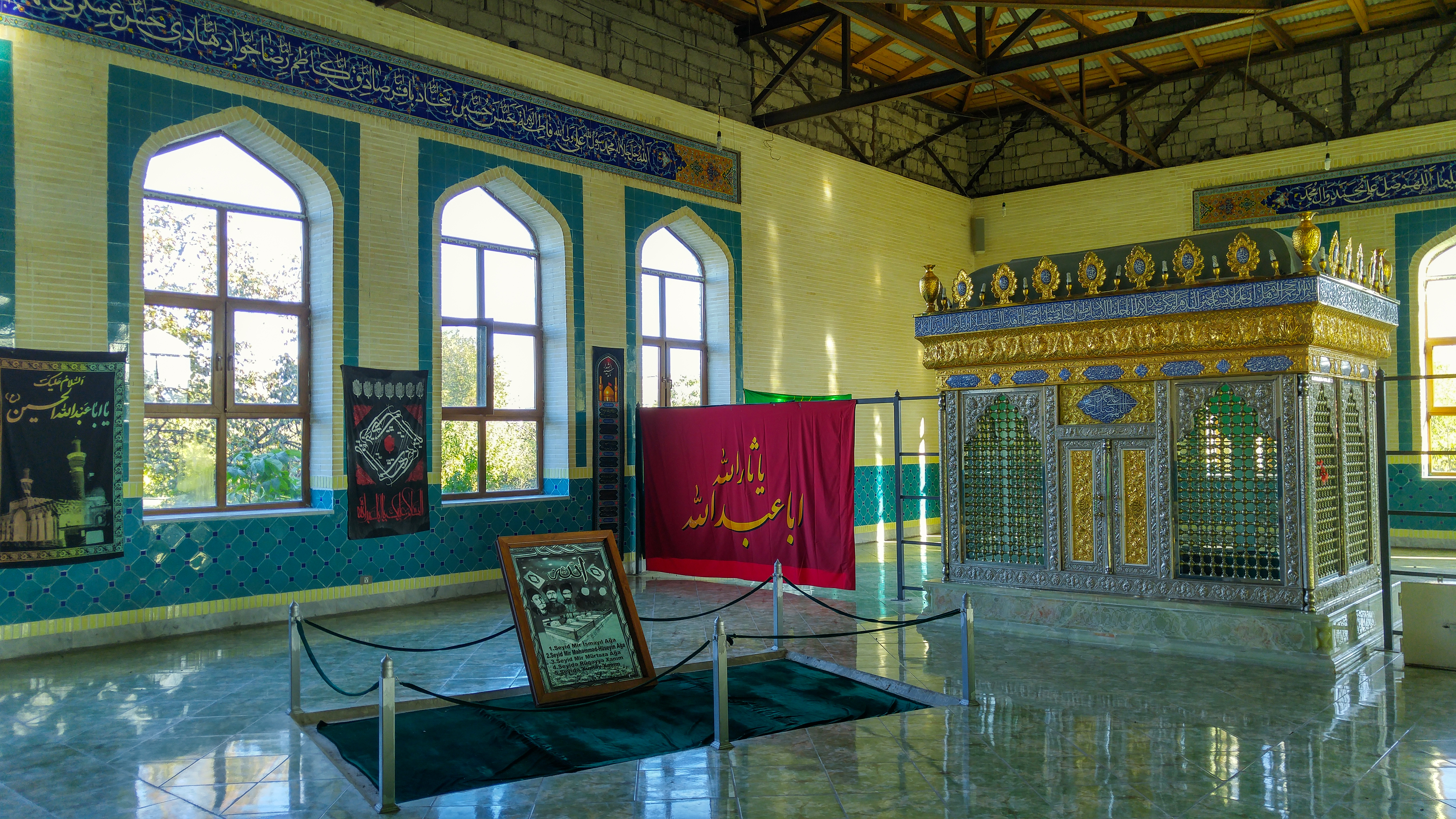
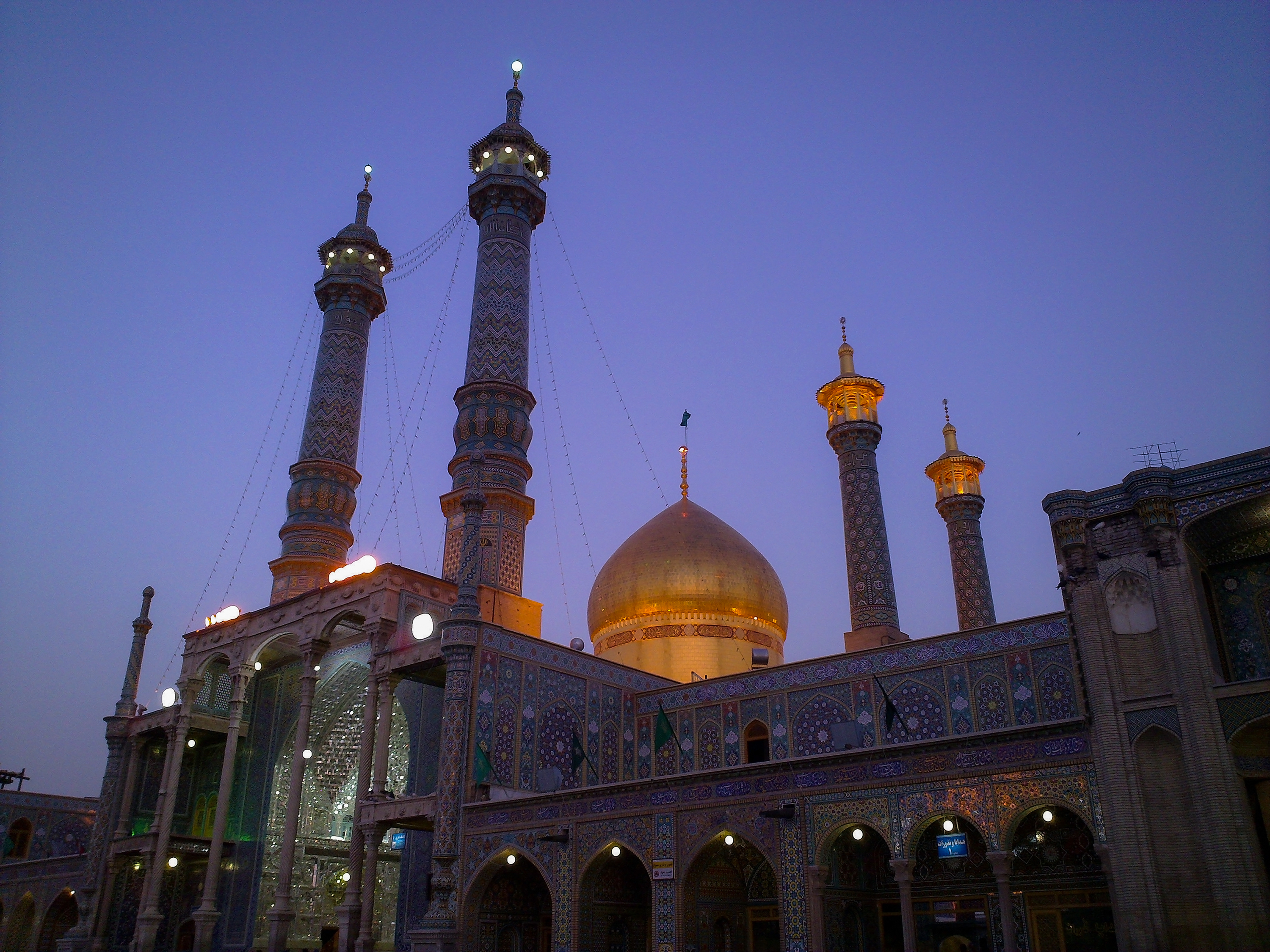
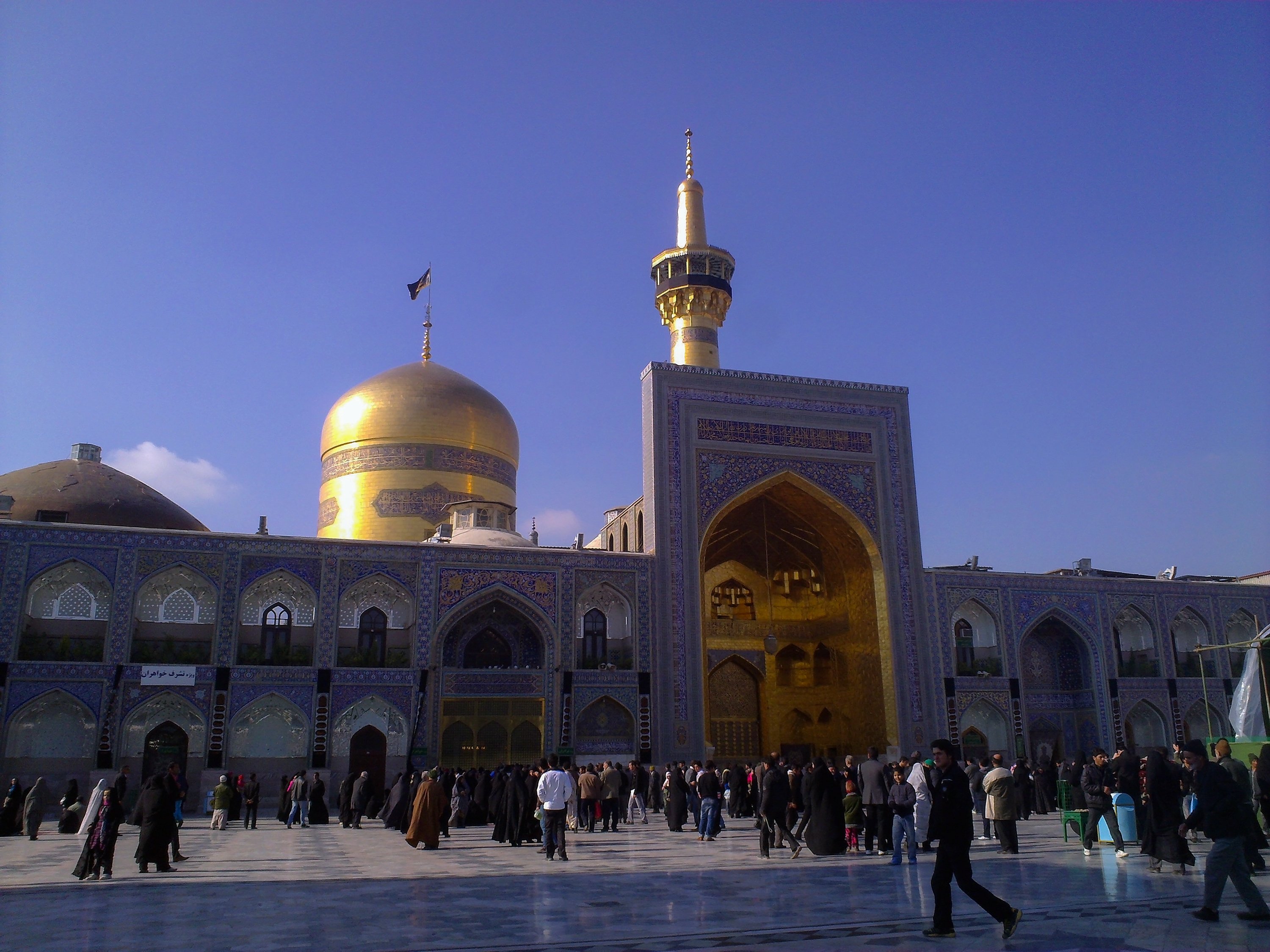
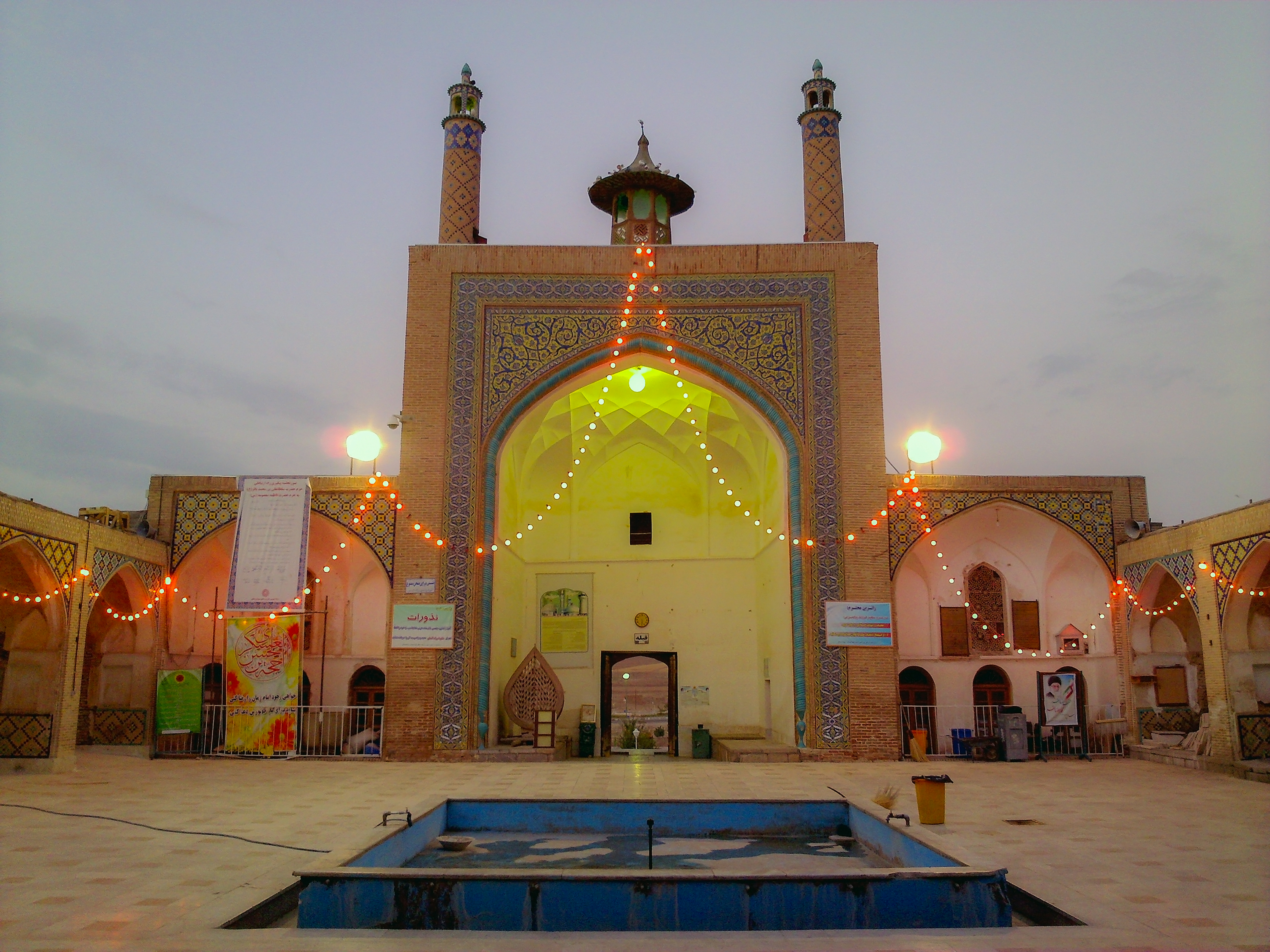
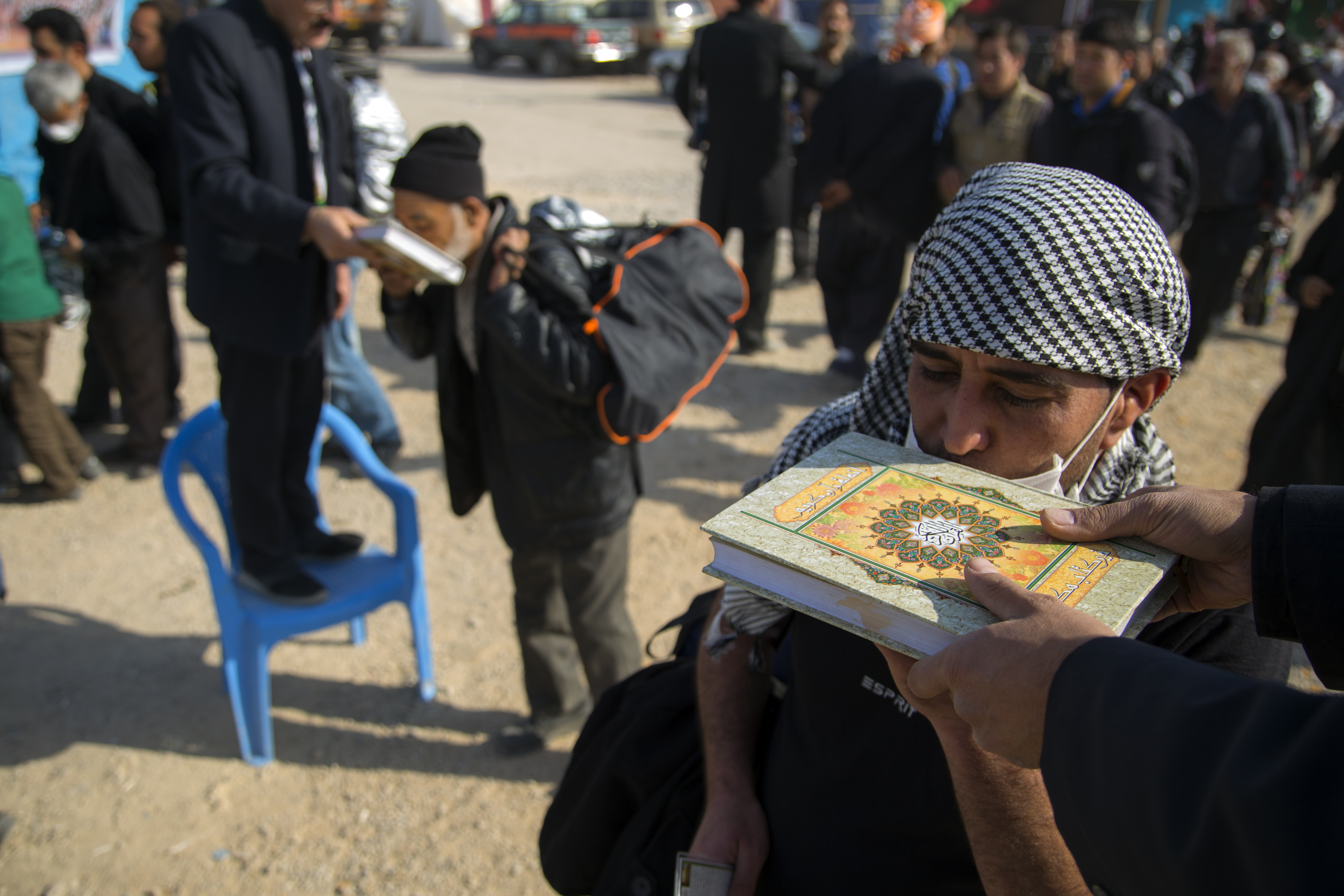

### 引用
1. ↑  Takroosta, Ali; Mohajeri, Parisa; Mohammadi, Taymour; Shakeri, Abbas; Ghasemi, AbdoulRasoul. . 经济建模研究杂志. 2019-12-01, 10 (37): 105–138. ISSN 2228-6454. doi:10.29252/jemr.10.37.105 .
2. ↑  Momen 1985，第174頁
3. ↑  Weiss 2006，第14頁
4. ↑  Sawe, Benjamin Elisha. . 世界地图. 2017-04-25  [2022-03-01].
5. ↑   第二版. 华盛顿特区: 国家地理. 2008: 80–81.
6. ↑  John Bugnacki. . 美国安全项目. 2014  [2020-10-29].
7. ↑  . 印度时报. 2006-11-06  [2010-06-21].
8. ↑  . 每日新闻与分析. 2006-11-05  [2010-06-21].
9. ↑  . 论坛报.   [2010-07-21].
10. ↑  . Boloji.   [2010-07-21].
11. ↑  . 印度快报. 2008-04-21  [2010-07-21].
12. ↑  http://merln.ndu.edu/archive/icg/shiitequestion.pdf 的存檔，存档日期2008-12-17. 国际危机组织。《沙特阿拉伯的什叶派问题》，中东报告第45号，9月19日
13. ↑  . 美国国务院.   [2021-09-29] （美国英语）.
14. ↑  Daftary 2013
15. ↑  Nasr 2007，第117頁
16. ↑  Nasr, Dabashi & Nasr 1989，第148–149頁
17. ↑  Cornell 2007，第221頁
18. ↑  Pakatchi 1988，第159頁
19. ↑  Cornell 2007，第221–222頁
20. ↑  Cornell 2007，第230頁
21. ↑  Nasr, Dabashi & Nasr 1989，第151–152頁
22. ↑  Kraemer 1992，第73 and 74頁
23. 1 2  Pakatchi, Ahmad. . .   [2015-05-29].
24. 1 2  Kraemer 1992，第74頁
25. ↑  Black 2011，第41頁
26. ↑  Nasr, Dabashi & Nasr 1988，第234–235頁
27. ↑  Nasr, Dabashi & Nasr 1988，第235–236頁
28. ↑  Tabatabae'i 1975，第74–75頁
29. ↑  Amir-Moezzi 1994，第134頁
30. 1 2  Martin 2003，第717頁
31. ↑  Nasr, Dabashi & Nasr 1988，第230頁
32. ↑  Nasr & Leaman 2001，第1047頁
33. ↑  Halm 1997，第100–101頁
34. 1 2 3  Nasr, Dabashi & Nasr 1989，第284–285頁
35. ↑  Halm 1997，第106–108頁
36. ↑  Vaezi 2004，第80頁
37. ↑  Nasr, Dabashi & Nasr 1989，第164頁
38. ↑  Nasr 2000，第152頁
39. 1 2 3  Cornell 2007，第226頁
40. ↑  Momen 1985，第127頁
41. ↑  Nasr, Dabashi & Nasr 1988，第287頁
42. ↑  《我们在思想辩论中的立场》，贾法尔·西丹著，第10页。
43. ↑  Nasr 2006，第120頁
44. ↑  Nasr, Dabashi & Nasr 1988，第114頁
45. ↑  Lakhani, Shah Kazemi & Lewisohn 2006，第15頁
46. ↑  《我们在思想辩论中的立场》，贾法尔·西丹著，第26页。
47. ↑  Nasr, Dabashi & Nasr 1988，第197頁
48. ↑  Nasr, Dabashi & Nasr 1988，第115頁
49. ↑  Sobhani 2001，第20–30頁
50. ↑  Sobhani 2001，第20頁
51. ↑  Faruki 1965，第32頁
52. ↑  Campo 2009，第678頁
53. ↑  Sobhani 2001，第21 and 22頁
54. 1 2 3 4  Motahari 1985
55. ↑  《卡菲经》，库莱尼辑录，"认主独一篇·受拜者章"，第1卷第87页
56. ↑  《伊玛目教义要旨》，胡尔·阿米里著，第1卷第255页
57. ↑  Sobhani 2001，第22頁
58. ↑  Sobhani 2001，第24頁
59. ↑  Sobhani 2001，第30頁
60. ↑  Nasr 2002，第249頁
61. ↑  Tabataba'ei 1979，第13頁
62. 1 2  Sobhani 2001，第52頁
63. ↑  Nasr, Dabashi & Nasr 1988，第223頁
64. ↑  Nasr, Dabashi & Nasr 1988，第224頁
65. ↑  . Arabic.al-shia.org.   [1 March 2022].
66. ↑  . Research.rafed.net.   [1 March 2022].
67. ↑  Need of Religion, by Sayyid Sa'id Akhtar Rizvi, p. 14.
68. ↑  Nasr & Leaman 1996，第253–258頁
69. ↑  Our way in intellectual debates, by Jafaar Seedaan, p. 27.
70. ↑  Nasr, Dabashi & Nasr 1988，第119頁
71. ↑  Nasr, Dabashi & Nasr 1988，第131頁
72. ↑  Nasr, Dabashi & Nasr 1988，第153頁
73. ↑  Nasr 2008，第601頁
74. ↑  Nasr 2008，第579–581頁
75. ↑  Nasr 2008，第582頁
76. ↑  Nasr 2008，第583–5頁
77. ↑  Nasr, Dabashi & Nasr 1988，第128–129頁
78. ↑  Nasr, Dabashi & Nasr 1988，第130–131頁
79. ↑  Sobhani 2001，第39頁
80. ↑  Sobhani 2001，第71頁
81. ↑  Tabataba'ei 1984，第31頁
82. ↑  Tabataba'ei 1986，第22頁
83. ↑  Nasr, Dabashi & Nasr 1988，第132頁
84. ↑  Tabataba'ei 1983，第151頁
85. ↑  Nasr, Dabashi & Nasr 1988，第142頁
86. ↑  Sobhani 2001，第67–68頁
87. ↑  Dabashi 1989，第110–112頁
88. ↑  Nasr, Dabashi & Nasr 1988，第155頁
89. ↑  Campo 2009，第678–679頁
90. 1 2 3  . . 2007  [2007-11-06].
91. ↑  Nasr (1979), p. 15.
92. ↑  Corbin (1993), pp. 45 – 51.
93. 1 2  Gleave, Robert. . . MacMillan. 2004. ISBN 0-02-865604-0.
94. ↑  Shirazi, Sultanu'l-Wa'izin. Peshawar Nights. THE Sunni Ulema's Condemnation of Abu Hanifa. Al-islam.org
95. ↑  Rizvi, Muhammad. Shi'ism: Imamate and Wilayat.
96. ↑  S. V. Mir Ali/Ayatollah Mahdi Puya Commentary of Quran Verse 2: 124.
97. ↑  Martin 2003，第651頁
98. ↑  Nasr 2000，第144–145頁
99. ↑  Robinson, Francis. . New York: Facts on File. 1984: 47. ISBN 0871966298.
100. ↑  Sheriff, Ahmed H. . 1991: 13.
101. ↑  Rizvi, Kishwar. . BRILL. 2017: 101. ISBN 978-90-04-35284-1.
102. ↑  Malbouisson, Cofie D. . Nova Publishers. 2007: 17. ISBN 978-1-60021-204-8.
103. ↑  Stefon, Matt. . The Rosen Publishing Group, Inc. 2009: 57. ISBN 978-1-61530-017-4.
104. ↑  Madelung, Wilferd. . Variorum Reprints. 1985: 414. ISBN 978-0-86078-161-5.
105. ↑  Galian, Laurence. . Independently Published. 2003: 230. ISBN 9781717975393 （英语）.
106. ↑  Mishal, Shaul; Goldberg, Ori. . Cambridge University Press. 2014: 37. ISBN 978-1-107-04638-2.
107. 1 2  Nakash, Yitzhak. . Studia Islamica (Brill). 1995, (81): 153–164. JSTOR 1596023. doi:10.2307/1596023.
108. ↑  Szanto, Edith. . The Conversation. 9 September 2020  [2020-12-10].
109. ↑  Fischer, Michael M.J. . Madison, WI: University of Wisconsin Press. 2003. ISBN 978-0-299-18473-5. OCLC 294908077.
110. ↑  Szanto, Edith. . International Journal of Middle East Studies. May 2012, 44 (2): 285–299. ISSN 1471-6380. S2CID 162260813. doi:10.1017/S0020743812000050.
111. ↑  Julian, Millie. . Journal of Southeast Asian Studies. 2008, 39 (1): 107–122. S2CID 145679335. doi:10.1017/S0022463408000052.
112. ↑  Sobhani 2001，第155–156頁
113. 1 2  al-Shaykh al-Saduq 1982，第151–152頁
114. 1 2  Nasr, Dabashi & Nasr 1989，第99頁
115. ↑  al-Shaykh al-Saduq 1982，第151頁
116. ↑  Nasr (1979), p. 10.
117. ↑  Momen (1985), p. 174.
118. ↑  Dabashi 2006，第463頁
119. ↑  Corbin 1993，第48頁
120. ↑  Donaldson 1933，第326頁
121. ↑  Ansariyan 2007，第89頁
122. ↑  Algar 1990
123. ↑  Madelung 1998，第15 and 51頁
124. ↑  Donaldson 1933，第334, 335頁
125. ↑  Algar 1990
126. ↑  Jasim 1982
127. ↑  Murata & Chittick 1994，第43頁
128. ↑  Sobhani 2001，第121頁
129. ↑  Nasr, Dabashi & Nasr 1988，第220頁
130. ↑  Leaman 2006，第228頁
131. ↑  Sobhani 2001，第159–164頁
132. 1 2  Sobhani 2001，第122–124頁
133. ↑  Leaman 2006，第705頁
134. ↑  Leaman 2006，第198–705頁
135. ↑  Leaman 2006，第451頁
136. ↑  Sobhani 2001，第133–134頁
137. ↑  Sobhani 2001，第136頁
138. 1 2 3  Nasr 2007，第75–80頁
139. ↑  Momen, Moojan. An Introduction to Shi'i Islam: The History and Doctrines of Twelver Shi'ism. 1987. pp. 176–181. Yale University Press. ISBN 978-0-300-03531-5.
140. ↑  Cornell 2007，第217頁
141. ↑  . Marshall Cavendish. 2011. ISBN 9780761479291.
142. 1 2  Nasr 2007，第92–93頁
143. 1 2  Nasr, Dabashi & Nasr 1988，第245頁
144. ↑  Nasr 2007，第95–96頁
145. 1 2  Nasr 2007，第93–94頁
146. ↑  Tabataba'ei 1982，第5–7頁
147. ↑  Nasr 2007，第95頁
148. ↑  Leaman 2006，第316頁
149. ↑  Momen 1985，第179–180頁
150. ↑  Rizvi 1992
151. ↑  第八章 战利品
152. ↑  伊斯兰银行术语表
153. ↑  伊斯兰银行面临的挑战
154. ↑  《天堂的钥匙》第一章第二节"特殊祈祷"天堂的钥匙
155. ↑  Nasr 2007，第94–95頁
156. 1 2  Nasr 2007，第91–96–97頁
157. ↑  Nasr, Dabashi & Nasr 1989，第58頁
158. 1 2  Nasr, Dabashi & Nasr 1988，第275–278頁
159. ↑  Nasr 2002，第262頁
160. ↑  Nasr 2002，第264–267頁
161. ↑  Momen 1985，第143頁.
162. ↑  另见 . Al-Islam.   [2022年12月22日].
163. ↑  . al-Islam.org. 2013年1月20日  [2016年9月29日].
164. ↑  . Shah e Mardan.   [2014年2月26日]. （原始内容存档于2012年12月17日）.
165. ↑  . （原始内容存档于2008年1月9日）.
166. ↑  .   [2018-08-19]. （原始内容存档于2018-08-19）.
167. ↑  . 2017年7月22日  [2018-08-19]. （原始内容存档于2018-08-19）.
168. 1 2  巴齐, 穆罕默德. . 波士顿评论. 2014年8月12日  [2022年10月13日].
169. 1 2  格里夫, 罗伯特. . encyclopedia.com.   [2022年10月13日].
170. ↑  Sobhani 2001，第150頁
171. ↑  Sobhani 2001，第153頁
172. ↑  Nasr, Dabashi & Nasr 1988，第206頁
173. ↑  Nasr, Dabashi & Nasr 1988，第207頁
174. ↑  大英百科全书：穆塔尔
175. ↑  马哈茂德, 沙布南; 奈, 卡特琳. . BBC新闻. 2013年5月13日  [2013年5月23日].
176. ↑  Nasr, Dabashi & Nasr 1988，第215頁
177. ↑  Sobhani 2001，第182頁
178. ↑  穆斯林·本·哈贾吉（阿夫塔布·沙赫里亚尔译）. . 伊斯兰图书服务. 2004. ISBN 81-7231-592-9.
179. ↑  Nasr, Dabashi & Nasr 1989，第281頁
180. ↑  Nasr, Vali, The Shia Revival, Norton, (2006), pp. 74–75.
181. ↑  Momen, An Introduction to Shi'i Islam, (1985), p. 193.
182. ↑  Vaezi 2004，第53頁
183. ↑  Arjomand 1988，第3頁
184. ↑  Vaezi 2004，第10–11頁
185. ↑  Vaezi 2004，第12頁
186. ↑  Vaezi 2004，第35頁
187. ↑  Vaezi 2004，第58頁
188. ↑  Vaezi 2004，第90頁
189. ↑  Vaezi 2004，第97頁
190. ↑  Vaezi 2004，第104–105頁
191. ↑  Vaezi 2004，第111頁
192. ↑  Vaezi 2004，第133頁
193. ↑  Vaezi 2004，第135頁
194. ↑  Black 2011，第44頁
195. 1 2  Halm 1997，第102–105頁
196. ↑  Nasr, Dabashi & Nasr 1988，第229頁
197. ↑  Nasr, Dabashi & Nasr 1989，第163頁
198. ↑  Nasr, Dabashi & Nasr 1989，第188頁